# D'un début… à l'autre
Albums de Plume Latraverse
Chansons inédites, inusitées, compilatoires et complémentaires, etc. Le Lour Passé De Plume Latraverse Vol. I
D'un début... à l'autre est un double album de Plume Latraverse, sorti en 1987. Le premier disque est une compilation de chansons essentiellement des années 1970, et le second disque contient de nouvelles chansons originales.

## Liste des titres
Toutes les chansons sont écrites par Plume Latraverse, sauf mention contraire.
| 1.  | Bobépine                                              | Le vieux show son sale (1975)    |  |
| 2.  | Jonquière (Latraverse-Faulkner)                       | Pommes de route (1975)           |  |
| 3.  | La Bienséance (Latraverse-Faulkner-Aznavour)          | Pommes de route (1975)           |  |
| 4.  | Strip-tease                                           | Plume pou digne (1974)           |  |
| 5.  | Rideau                                                | Plume pou digne (1974)           |  |
| 6.  | Le Tango des concaves (Latraverse-Grégoire)           | Le vieux show son sale (1975)    |  |
| 7.  | Bonne soirée                                          | Plume pou digne (1974)           |  |
| 8.  | Chien fou                                             | Livraison… par en arrière (1981) |  |
| 9.  | Le Rock 'n' roll du grand flanc mou                   | Le vieux show son sale (1975)    |  |
| 10. | Le Blues de la bêtise humaine (… et quelques maisons) | Plume à l'Outremont (1977)       |  |
| 11. | La Ballade des caisses de 24                          | Livraison… par en arrière (1981) |  |
| 12. | Léon, le caméléon                                     | En noir et blanc (1976)          |  |
| 13. | Marie-Lou (Cyril Lepage)                              | Plume à l'Outremont (1977)       |  |

1. ↑  Issue originellement de l'album French Tour de 1980, la version incluse sur le Lour passé est le réenregistrement de 1981 avec les Mauvais Compagnons.
2. ↑  Issue originellement de l'album En noir et blanc de 1976, la version incluse ici est une autre version, toujours en concert, de 1977 au cinéma Outremont.

| 14. | Rêver à s'en aller                                     |  |
| 15. | Ni vu… ni connu                                        |  |
| 16. | Vieux Lamp'ron!                                        |  |
| 17. | L'Enchevêtré (Les médias bourrent le monde)            |  |
| 18. | Auterfois                                              |  |
| 19. | L'Ours, le Singe et le Lion (La Valse des champignons) |  |
| 20. | Sur une chaise                                         |  |
| 21. | Ti-gars                                                |  |
| 22. | La piste cyclable                                      |  |
| 23. | À travers les planches                                 |  |
| 24. | Rince-cochon                                           |  |

- MusicBrainz (groupes de sorties)